# Fikkan Peak
Der Fikkan Peak ist ein  Berg im ostantarktischen Viktorialand. In der Westwand der Daniels Range in den Usarp Mountains ragt er zwischen dem Big Brother Bluff und Mount Burnham auf.
Der United States Geological Survey kartierte ihn anhand eigener Vermessungen und Luftaufnahmen der United States Navy aus den Jahren von 1960 bis 1963. Das Advisory Committee on Antarctic Names benannte ihn 1970 nach dem Geologen Philip R. Fikkan (* 1939), der von 1967 bis 1968 im Rahmen des United States Antarctic Research Program auf der McMurdo-Station tätig war.